# حزب البعث الديمقراطي العربي الاشتراكي
حزب البعث الديمقراطي العربي الاشتراكي هو حزب سياسي بعثي جديد الذي تأسس في عام 1970 على يد ابراهيم ماخوس وزير الخارجية السوري السابق. يتكون الحزب من بقايا الجناح اليساري لصلاح جديد لحزب البعث العربي الاشتراكي السوري. يقع مقر الحزب في باريس عاصمة فرنسا وانضم إلى تحالف التجمع الوطني الديمقراطي في عام 1981.

## الأيديولوجية
على عكس البعثية التاريخية التي تدعو إلى السيطرة السياسية البعثية للدولة فإن حزب البعث الديمقراطي الاشتراكي الديمقراطي يدعم التعددية الديمقراطية. يدعو الحزب إلى تنفيذ القوانين التي تكرس حرية التعبير وحرية التجمع وتكافؤ الفرص التي لا يتم إنفاذها رغم إدراجها في الدستور. كما يدعم الحزب مفهوم صراع الطبقات الاجتماعية.

## الحرب الأهلية السورية
انضم حزب البعث العربي الاشتراكي الديمقراطي إلى هيئة التنسيق الوطنية لقوى التغيير الديمقراطي بعد بدء الحرب الأهلية السورية ودعا إلى الحوار مع الحكومة لضمان تسليم السلطة في حين رفض التدخل العسكري الخارجي وتسليح المعارضة. كما دعم الحزب خطة سلام كوفي أنان لسوريا. الحزب لديه أيضا تمثيل في مجلس سوريا الديمقراطية (الجناح السياسي لقوات سوريا الديمقراطية) كجزء من جمعية الديمقراطية واليسار في سوريا.